# Dennis Baretta
Dennis Baretta, född 12 september 2004, är en italiensk taekwondoutövare. 

## Karriär
I juni 2023 vid europeiska spelen i Kraków-Małopolska tog Baretta guld i 63 kg-klassen efter att ha besegrat kroatiske Lovre Brečić i finalen.